# Thamala petrella
Thamala petrella är en fjärilsart som beskrevs av Adalbert Seitz 1927. Thamala petrella ingår i släktet Thamala och familjen juvelvingar. Inga underarter finns listade i Catalogue of Life.